# Amphicyonidae
De Amphicyonidae of beerhonden zijn een familie van uitgestorven roofdieren met uiterlijke kenmerken van zowel de hondachtigen als van de beren. Soorten uit deze familie leefden tijdens het Eoceen, Oligoceen en Mioceen in Azië, Afrika, Europa en Noord-Amerika. De naamgever van de familie is Amphicyon. Een ander wijdverspreid geslacht was Daphoenodon.
De beerhonden ontstonden in het Laat-Eoceen als vervangers van de creodonten om aan het einde van het Mioceen zelf door de echte hondachtigen te worden vervangen. De eerste beerhonden zoals Gustafsonia waren klein, maar in de loop van het Eoceen bereikten ze het formaat van een prairiewolf zoals bij Daphoenus. De beerhonden hadden zowel kenmerken van de beren als van de hondachtigen. Beerachtige kenmerken waren het lichaam en het feit dat deze diersoorten zoolgangers waren. De vorm van de kop en het gebit waren dan weer hondachtig. De beerhonden waren vermoedelijk omnivoren en sommige soorten bereikten een lengte van meer dan vier meter.